# Funivia di San Luca
La funivia di San Luca era un impianto a fune che collegava la periferia di Bologna al Santuario della Madonna di San Luca e fu attivo dal 1931 al 1976.

## Storia
Fin dal XVII secolo la città di Bologna era collegata al santuario da un portico. Alla fine del XIX si pensò di costruire un mezzo di trasporto pubblico per evitare l'ardua salita.
La prima proposta risale al 1882, quando l'ingegnere Alessandro Ferretti propose la costruzione di una funicolare parallela al porticato. La funicolare di San Luca fu realizzata nel 1888 ma ebbe vita breve, chiudendo a luglio 1889.
Nel 1928 la Società Anonima Costruzioni ed Esercizio Funivie (SACEF, partecipata dal Comune di Bologna e dalla Cassa di Risparmio) ottenne una concessione per un impianto a fune e iniziò i lavori di costruzione. La funivia fu collaudata nel 1930 e aperta al pubblico il 21 aprile 1931. L'inaugurazione ufficiale avvenne il 14 maggio 1931 alla presenza del ministro Costanzo Ciano e del sottosegretario Leandro Arpinati, ex podestà di Bologna. Chiusa nel settembre 1944 a causa della guerra, riaprì l'8 aprile 1950.
La funivia, oltre che dai turisti e pellegrini, fu molto utilizzata dagli abitanti del colle della Guardia che la utilizzavano come mezzo pubblico per arrivare in città.
Con l'aumento del trasporto privato iniziò il lento declino per la funivia. Negli anni '70 la società di gestione si era molto indebitata, a causa dei lavori di revisione e adeguamento alle nuove norme, e il numero dei passeggeri non riusciva a coprire le uscite. L'ATC, che dal 1975 gestiva il trasporto pubblico in città, si rifiutò di subentrare per non doversi accollare i debiti per la nuova linea dei bus, e quindi il 7 novembre 1976 fu l'ultimo giorno di servizio per la funivia che in seguito fu smantellata.
Le strutture che facevano parte della funivia sono ancora riconoscibili: la stazione a monte è abbandonata, ma ben visibile vicino al santuario, così come il pilone. La stazione a valle è stata trasformata in condominio, ma senza alterarne significativamente la struttura. La zona di Bologna nei pressi della stazione a valle è tuttora chiamata Funivia, proprio per la storica presenza di questo impianto.

## Caratteristiche
La funivia era un impianto del tipo "va' e vieni", con una lunghezza di 1328 m; superava un dislivello di 220 metri. Le cabine avevano una portata di 20 persone e la velocità era di 3,6 m/s, portata nel 1950 a 4,5. La stazione a monte era raggiunta con due campate, sorrette da un unico pilone di cemento alto 25 metri. Caratteristica peculiare della funivia era l'assenza delle "fosse" per le cabine nelle due stazioni a causa della limitata pendenza delle funi.
Il capolinea inferiore era posto in prossimità del bivio di Villa Pardo, l'attuale incrocio tra via Don Luigi Sturzo, via Porrettana e via Andrea Costa, ove giungeva la linea 11 delle tranvie elettriche urbane.

## Progetti futuri
Nell'ambito della progettazione della linea blu della rete tranviaria di Bologna (ramo Bologna-Casalecchio), assegnata il 3 maggio 2022, è prevista anche la progettazione di un nuovo sistema di trasporto con impianto a fune che colleghi via Porrettana con il Santuario della Madonna di San Luca, con un'integrazione e una connessione tra i due sistemi.